# Csécse
Csécse es un pueblo ubicado en el condado de Nógrád, Hungría.

## Superficie
Posee una superficie de 21,73 kilómetros cuadrados.

## Demografía
Hasta 2021 la población era de 839 habitantes, con una densidad de población de 38,61 habitantes por kilómetro cuadrado.